# David Rivas Rodríguez
David Rivas Rodríguez (Dos Hermanas, provincia de Sevilla, 2 de diciembre de 1978) es un exfutbolista español zurdo cuya posición era defensa central. Su principal equipo fue el Real Betis Balompié, con el que jugó más de 200 partidos y ganó la Copa del Rey en 2005.

## Clubes
| Club                      | País    | Año       |
| ------------------------- | ------- | --------- |
| Real Betis Balompié B     | España  | 1998-1999 |
| Real Betis Balompié       | España  | 1999-2010 |
| FC Vaslui                 | Rumania | 2010-2011 |
| Sociedad Deportiva Huesca | España  | 2011-2013 |

## Palmarés

### Campeonatos nacionales
| Título       | Club                | País   | Año  |
| ------------ | ------------------- | ------ | ---- |
| Copa del Rey | Real Betis Balompié | España | 2005 |